# Vladimír Vačkář
Vladimír Vačkář (Prostějov, 6 de febrero de 1949) es un deportista checoslovaco que compitió en ciclismo en la modalidad de pista, especialista en la prueba de tándem.
Ganó seis medallas en el Campeonato Mundial de Ciclismo en Pista entre los años 1973 y 1979.

## Medallero internacional
| Campeonato Mundial | Campeonato Mundial        | Campeonato Mundial | Campeonato Mundial |
| Año                | Lugar                     | Medalla            | Competición        |
| ------------------ | ------------------------- | ------------------ | ------------------ |
| 1973               | San Sebastián (España)    | Medalla de oro     | Tándem (A)         |
| 1974               | Montreal (Canadá)         | Medalla de oro     | Tándem (A)         |
| 1975               | Rocourt (Bélgica)         | Medalla de plata   | Tándem (A)         |
| 1977               | San Cristóbal (Venezuela) | Medalla de oro     | Tándem (A)         |
| 1978               | Múnich (RFA)              | Medalla de oro     | Tándem (A)         |
| 1979               | Ámsterdam (Países Bajos)  | Medalla de bronce  | Tándem (A)         |